# East 17
East 17 es una boy band de pop boy inglés compuesto por Terry Coldwell, Robbie Craig desde 2014 y Terry John desde 2018. La formación original también contó con John Hendy, Brian Harvey y Tony Mortimer. Otros exmiembros incluyen al exgerente de Union J, Blair Dreelan. 
El grupo logró 18 sencillos entre los 20 mejores y cuatro álbumes entre los 10 mejores, y fue una de las bandas de chicos más populares del Reino Unido durante la primera mitad de la década de 1990, ayudado por el gran interés de los tabloides en su imagen de 'chico malo' en comparación con la de sus rivales Take That. Su estilo mezclaba pop y hip hop en canciones como " House of Love " y " Let It Rain ". 
El grupo ha vendido más de 18 millones de álbumes en todo el mundo y, según la British Phonographic Industry (BPI), East 17 ha sido certificado para 1,8 millones de álbumes y 2,2 millones de sencillos en el Reino Unido. Su sencillo más vendido, " Stay Another Day ", fue el número uno de Navidad del Reino Unido de 1994. 

## Carrera

### Formación (1991)
El grupo comenzó en 1991 cuando a Tony Mortimer se le prometió un contrato discográfico con London Records después de que presentara su propio material. El acuerdo fue otorgado bajo la condición de que él formara un grupo, que estaría en el formato que London Records estaba buscando. Mortimer luego formó East 17 con Brian Harvey, John Hendy y Terry Coldwell. 
El grupo fue nombrado East 17 por el código postal de su ciudad natal, Walthamstow. Los roles originales en la banda pronto se alteraron cuando Brian Harvey, que estaba destinado a ser un cantante y bailarín de respaldo, se convirtió en cantante principal debido a su talento vocal. 

### Walthamstow(1992)
Mortimer escribió la gran mayoría de las canciones del grupo, que a menudo contenían versos de rap vocalizados por él para complementar las voces más fluidas de Harvey. 
El grupo generalmente era visto como un grupo más valiente, más político y hip-hop o alineado con el rap que la banda de chicos rivales Take That, como lo señaló Guy Adams de The Independent :
East 17 obtuvo doce éxitos Top 10 en la lista de sencillos del Reino Unido entre 1992 y 1998. Su álbum debut, Walthamstow, alcanzó el número 1 en la lista de álbumes británicos. Presentaba una serie de sencillos Top 20, incluidos " House of Love " y "Deep". " It's Alright " se convirtió en un gran éxito en Australia, alcanzando el número 1 a principios de 1994 durante siete semanas consecutivas, y el número 3 en el Reino Unido en 1993. La letra de algunas de sus canciones, como "Let It Rain", tenía un trasfondo político ligeramente siniestro, que hablaba de guerra, paz, igualdad, amor y otros temas políticos como el Tratado de Maastricht. 

### Steam(1994)
En 1994, tras el lanzamiento de su segundo álbum Steam, lograron su único sencillo número uno en el Reino Unido con " Stay Another Day ". Permaneció en la cima durante cinco semanas y también fue la número uno de ese año en Navidad. 

### Up All Nigth(1995)
Tras el lanzamiento discreto del siguiente álbum, Up All Night, su caída de popularidad se hizo evidente en comparación con los álbumes anteriores. Las tareas de composición del álbum se dividieron entre los cuatro miembros del grupo, en lugar de Mortimer solo, aunque todos los sencillos lanzados desde el álbum fueron escritos por él. 
En 1996, el grupo alcanzó el número 2 con la canción " If You Ever ", con participación de la cantante Gabrielle. El sencillo apareció en su álbum recopilatorio, Around the World Hit Singles: The Journey So Far.

### Primera partida de Mortimer y primera división (1997)
En enero de 1997, Brian Harvey se vio envuelto en una controversia relacionada con drogas cuando afirmó que había tomado pastillas de éxtasis en una salida nocturna, afirmando en la prensa que "Es genial tomar drogas" y afirmando que el éxtasis "puede hacerte una mejor persona". 
La imagen del grupo se vio dañada, y hubo un alboroto en los medios de comunicación, lo que generó preguntas en la Cámara de los Comunes. Con la carrera y la reputación del grupo empañadas, Harvey fue despedido rápidamente y Mortimer decidió irse varios meses después, debido a diferencias creativas con el resto del grupo. La banda se separó en 1997.  

### Primera reunión y segunda división (1998)
Más tarde, Coldwell y Hendy convocaron a Harvey e intentaron regresar en 1998 cambiando el nombre del grupo por E-17 logrando un contrato discográfico con Telstar Records después de grabar el material autoescrito de un álbum en sus estudios de origen. Su primer sencillo como E-17 fue "Every Time", que alcanzó el número 2 en el Reino Unido. Pero sin la influencia de la composición de Mortimer, el éxito inicial del grupo pronto vaciló, y después de las decepcionantes ventas del próximo sencillo " Betcha Can't Wait " que alcanzó el número 12 en las listas, y su álbum Resurrection no logró llegar al Top 40 del Reino Unido. La banda luego fue eliminada por su sello en 1999 y posteriormente se separó. 

### Actividades posteriores a la división (1999–2006)
En 2001, Harvey apareció como artista solista en colaboración con Wyclef Jean en el sencillo Top 20 " Loving You ", pero luego regresó para realizar numerosos conciertos con Coldwell y Hendy. En el docureality de ITV1 Redcoats, el trío se mostró actuando en un concierto que se celebró en Butlins en Bognor en un proyecto de ley que también contó con Keith Harris, mientras que en 2005, Harvey, Coldwell y Hendy realizaron un concierto en Mongolia. Harvey fue noticia en mayo de 2005 cuando accidentalmente atropelló su coche y requirió tratamiento quirúrgico. Como resultado, sufrió lesiones graves y potencialmente mortales, que entró en coma durante varias semanas después del incidente.  

### Segunda reunión y la segunda partida de Mortimer (2006–2009)
El 4 de febrero de 2006, Harvey apareció en el programa de televisión musical del Reino Unido CD: UK, donde anunció que East 17 podría regresar con sus cuatro miembros originales. A mediados de febrero de 2006, el grupo se reformó y tocó su primer concierto de regreso el 30 de mayo en el Shepherd's Bush Empire en Londres. Después de reunirse para el concierto, se informó que Mortimer había abandonado el grupo nuevamente debido a una confrontación con Harvey, lo que condujo a una "pelea" entre los dos hombres.
Un documental de Channel 4, East 17: The Reunion, que trazó el ascenso y la caída del grupo, junto con su posterior intento de relanzamiento, se transmitió en mayo de 2007.

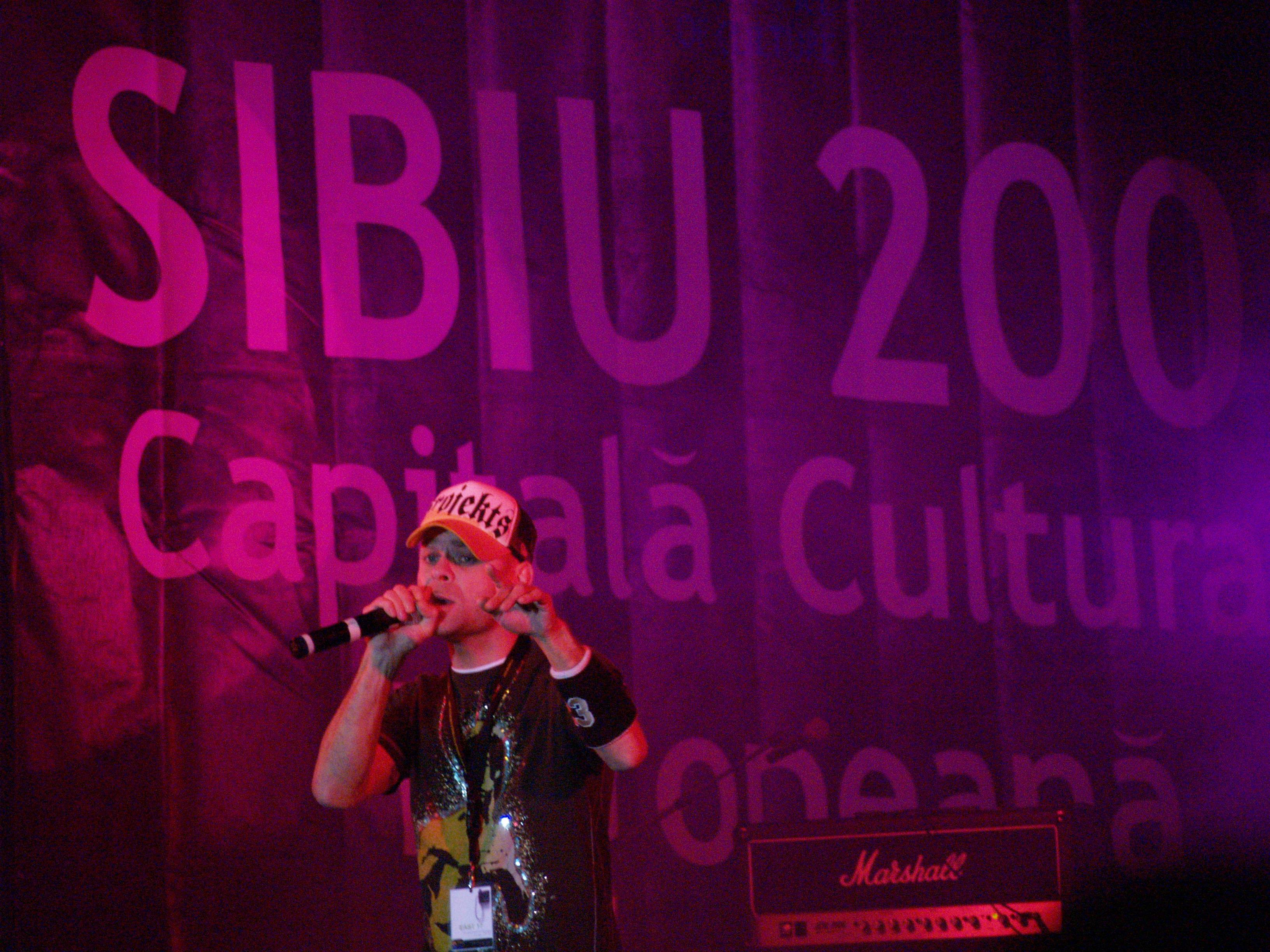
Actuación de East 17 en Sibiu, Rumania, en la víspera de Año Nuevo 2007.

East 17 continuó actuando como un grupo de tres miembros sin Mortimer. Tocaron en la Universidad de Strathclyde el 24 de septiembre de 2006, después de que DJ Colin Murray no pudo asistir. Desde entonces, el grupo ha actuado en clubes de todo el Reino Unido. Se tenía previsto publicar un nuevo sencillo, "Fuck That" a principios de 2008, así como el álbum Universalization, pero ambos no se lanzaron. 
El grupo actuó en el Festival Glastonbury 2009 el 25 de junio en el salón de baile. En noviembre de 2009, el grupo colaboró con Mortimer en ayuda de la Fundación Born Free, interpretaron dos de sus canciones más conocidas: "Deep" y "Stay Another Day", para The Wild & Live! evento en el Royal Albert Hall. Después de la presentación, los cuatro acordaron que sería mejor si nunca volvieran a cantar juntos, sin embargo, según una entrevista de BBC Radio 2 con Zoë Ball en diciembre de 2009, el compositor Tony Mortimer mencionó que la banda estaba en "términos de conversación" y estaban planeando un regreso para el 2010. 

### El segundo regreso de Mortimer, la partida de Harvey, la llegada y partida de Dreelan y Dark Light (2010–2013)
Tony Mortimer regresó al grupo en 2010. Brian Harvey se fue poco después, ya que su compromiso fue cuestionado por el resto del grupo, ya que había estado perdiendo ensayos y cancelando conciertos. En 2011, T-Mobile usó la canción de East 17 "House of Love" en un comercial "parodia" de Royal Wedding. En abril de 2011, se anunció que Blair Dreelan se había unido a la banda para su gira 'Back to the Future' en agosto y septiembre de 2011 para promocionar su sencillo de regreso 'Secret of My Life'. El 28 de septiembre de 2011, Dreelan dejó el grupo debido a obligaciones contractuales. El 27 de noviembre de 2011, aparecieron como invitados musicales en la edición rumana de Factor X.
El quinto álbum de estudio de East 17, Dark Light, junto con un nuevo sencillo "I Can't Get You Off My Mind", se lanzaron en 2012. 

### Tercera salida de Mortimer, llegada de Craig, 24/7 y salida de Hendy (2013-presente)
Mortimer partió por tercera vez en 2013. Robbie Craig luego se unió a East 17 a principios de 2014. John Hendy y Terry Coldwell se convirtieron en los únicos miembros originales de la banda en esa etapa.
En 2015 se celebró un pequeño concierto en Dublín. El concierto no atrajo a tantos fanáticos como esperaban. Esto fue atribuido al reemplazo de los miembros de la banda principal que habían cantado sus mejores canciones. Después del espectáculo, hicieron una entrevista con Donagh Corby, del sitio web Young Perspective. 
En la entrevista con Young Perspective, Terry Coldwell reveló que lanzarán un nuevo álbum, con su primer sencillo llamado "Warning". 
En 2018, East 17 esperaba lanzar su sexto álbum de estudio, 24/7, con el primer sencillo destinado a ser Strip junto con un video musical que lo acompaña. El álbum fue lanzado temprano en Australia como 24/7: Australian Tour Edition como una sorpresa mientras participaban en B * Witched 's Australia & NZ Tour como un acto de apoyo junto a Atomic Kitten, S Club 3 y Liberty X en 2017.
En junio de 2018, John Hendy abandonó el grupo citando razones personales y deseándoles suerte en un tuit. Desde entonces, Terry John le ha reemplazado.

## Miembros
Actuales
- Terry Coldwell (1991-1997, 1998-1999, 2006-2013, 2014-presente)
- Robbie Craig (2014-presente)
- Terry John (2018-presente)

Antiguos
- John Hendy (1991-1997, 1998-1999, 2006-2013, 2014-2018)
- Brian Harvey (1991–1997, 1998–1999, 2006–2010)
- Tony Mortimer (1991–1997, 2006, 2010–2013)
- Blair Dreelan (2011)

Cronología

## Tours
Principales
- Letting Off Steam: The Around The World Tour (1994–1995)
- Moscow Olympic Stadium (1996)
- East 17 Live in Australia (2012)

Como artistas secundarios
- Australia & NZ Tour (2017)

## Premios y nominaciones
| Año  | Premio              | Trabajo            | Categoría               | Resultado |
| ---- | ------------------- | ------------------ | ----------------------- | --------- |
| 1993 | Bravo Otto Awards   | East 17            | Best Pop Band (Bronze)  | Ganador   |
| 1994 | Bravo Otto Awards   | East 17            | Best Pop Band (Bronze)  | Ganador   |
| 1995 | Brit Awards         | "Stay Another Day" | Best British Single     | Nominado  |
| 1995 | Ivor Novello Awards | "Stay Another Day" | The Best Selling Single | Nominado  |
| 1995 | Ivor Novello Awards | "Stay Another Day" | Most Performed Work     | Nominado  |

## Discografía

### Álbumes de estudio
- 1992 – Walthamstow
- 1994 – Steam
- 1995 – Up All Night
- 1998 – Resurrection
- 2012 – Dark Light

- 2017 - 24/7: Australian Tour Edition

### Compilaciones
- 1996 - Around the World Hit Singles: The Journey So Far
- 2005 - The Very Best of East Seventeen
- 2006 - East 17: The Platinum Collection
- 2010 - Stay Another Day: The Very Best of East 17